# Gianna Beretta Molla
Gianna Beretta Molla (Magenta, 4 de outubro de 1922 — Milão, 28 de abril de 1962) foi uma médica pediatra italiana casada e mãe de família com quatro filhos, proclamada santa pela Igreja Católica.
Durante a gravidez de sua quarta filha, no final do segundo mês de gestação, Gianna sentiu uma forte dor, o que foi diagnosticado como um fibroma no útero. Os médicos deram a ela três opções: um aborto, que salvaria a sua vida e permitiria que tivesse mais filhos, mas custaria a vida de seu bebê; uma histerectomia completa, que também pouparia a sua vida mas não a do bebê; e a remoção do fibroma apenas, com potencial para complicações, mas que poderia salvar a vida de sua filha. Gianna escolheu a terceira opção, com fé, respeito à vida e amor à filha, que nasceu de uma cesariana em 21 de abril de 1962. Porém, uma semana após dar a luz, Gianna faleceu de peritonite séptica.

## Vida

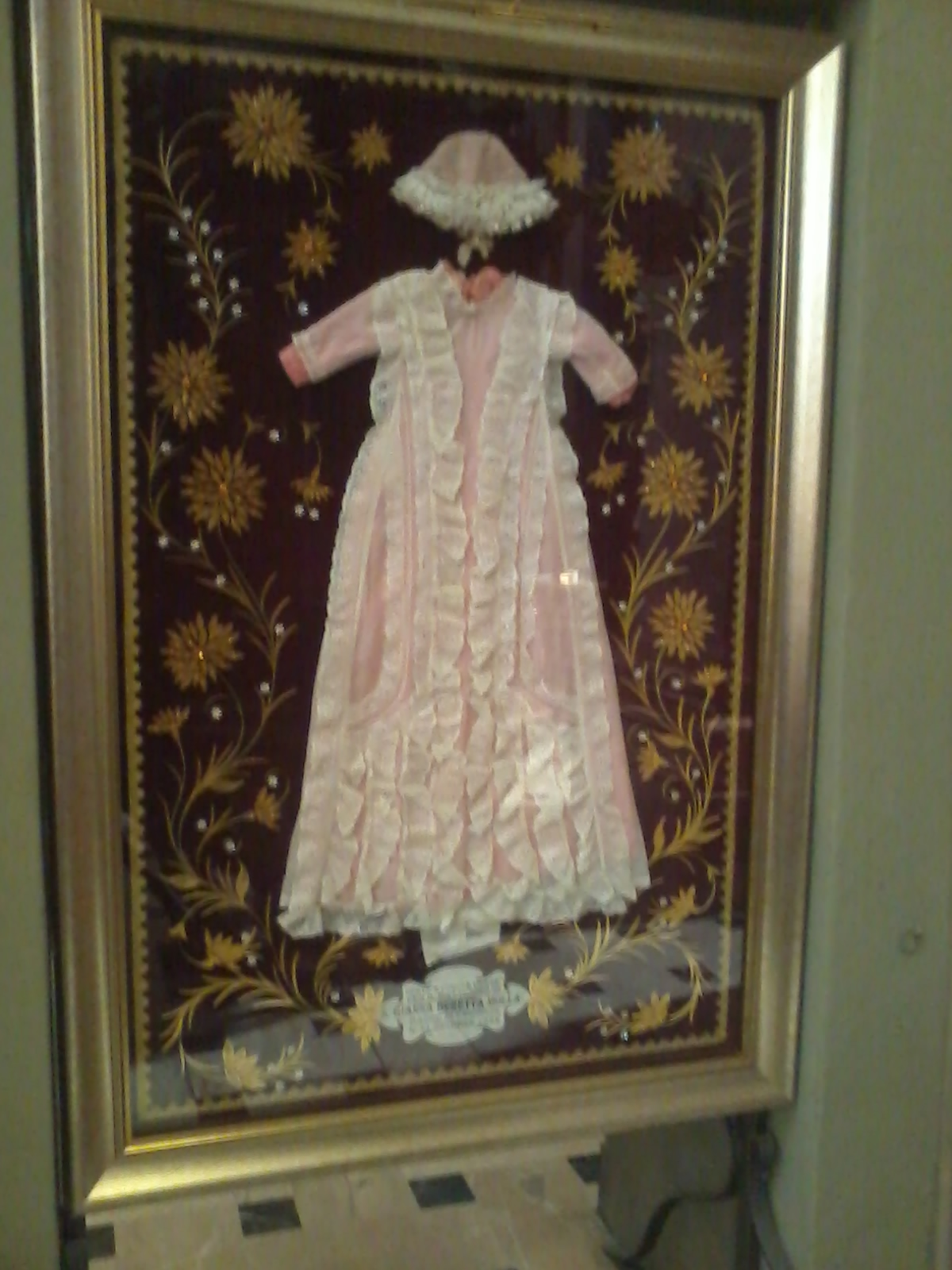
Vestido batismal de Gianna Beretta, conservado na Basílica di San Martino di Magenta

Gianna nasceu em Magenta, na província de Milão, na Itália, no dia 4 de outubro de 1922. Foi a décima filha a nascer dentre os treze filhos que seus pais tiveram. Seus pais se chamavam Alberto Beretta e Maria De Micheli. Recebeu destes uma educação baseada na fé católica.
Com três anos de idade, ela e sua família mudaram-se para Bérgamo. Desde pequena cultivou sua fé, e enxergava a vida como um lindo presente de Deus.

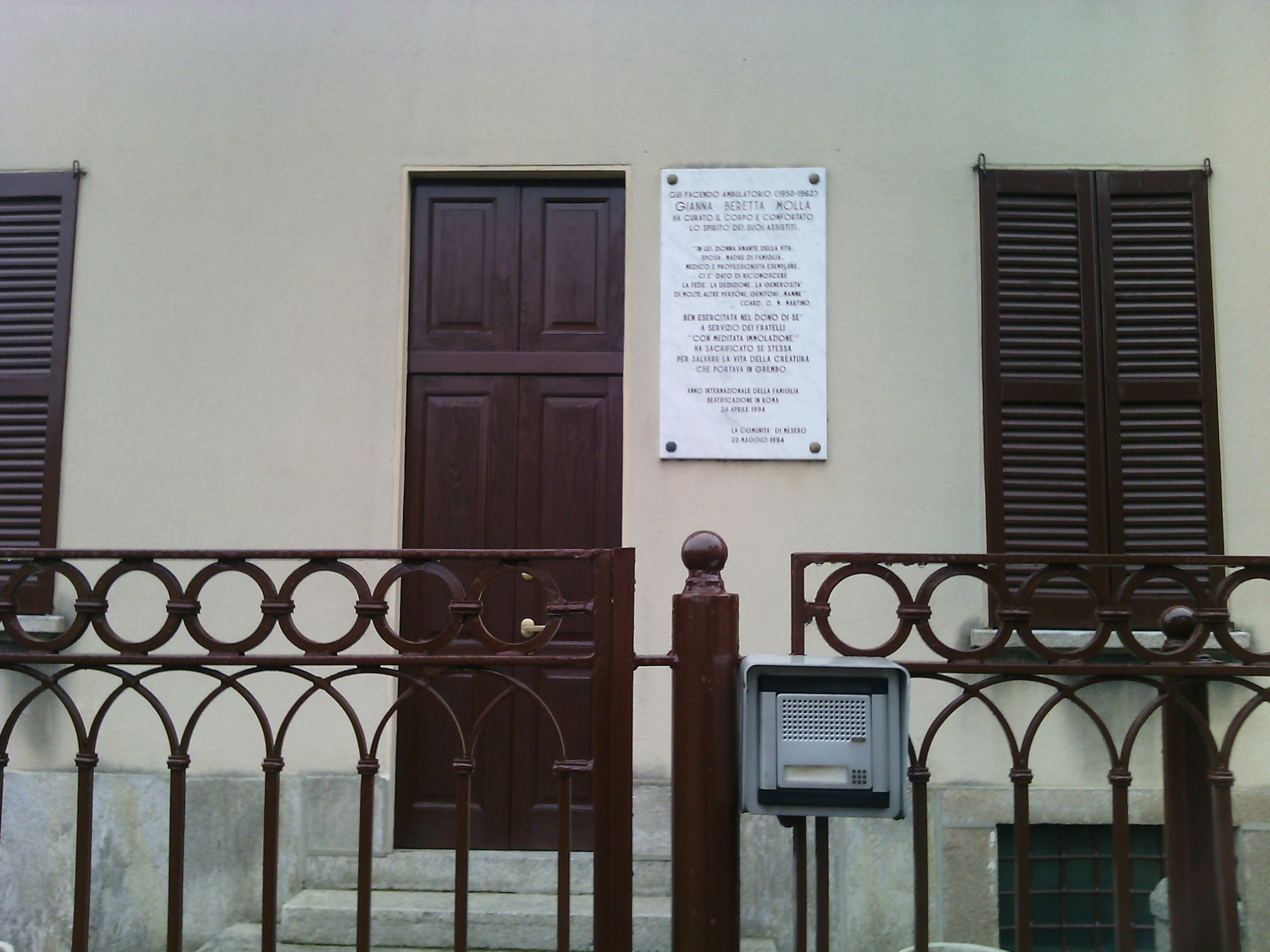
Fachada do consultório médico onde Santa Gianna Beretta Molla trabalhava, em Mesero

Começou a estudar medicina e cirurgia em 1942, em Milão, formando-se em 1949, após anos de intensa dedicação. Em 1950, abre um consultório médico em Mesero, próximo à sua cidade natal. Especializou-se em pediatria na Universidade de Milão, em 1952. A partir daí, dedicou-se especialmente às mães, bebês, idosos e pobres. Ela também ajudava na Sociedade de São Vicente de Paulo atendendo às necessidades dos pobres e idosos.
Desde bastante jovem, aos doze anos, Gianna envolveu-se com a Ação Católica. Através desta, ajudou a trazer ensinamentos aos jovens para que seguissem no caminho da fé e da perseverança. Gianna levava seu papel na Ação Católica muito a sério. Dedicava seu tempo livre ao serviço planejando conferências e excursões aos jovens, enquanto estava na universidade. Mais tarde, três anos antes de seu casamento, Gianna já ocupava o cargo de presidente da sua área na Ação. Ela o viveu com ênfase na devoção à Eucaristia, ação apostólica e pureza heroica. Mesmo no difícil período da Segunda Guerra, Gianna não deixou-se abater, pois era neste momento que as almas mais precisavam de ajuda. Houve vários testemunhos de pessoas que redescobriram sua fé em Deus através do exemplo de Gianna. Em suas palavras: "Não tenhamos medo de defender a honra de Deus, de defender a Igreja, o Papa e os padres. Este é o momento de agir. Não sejamos indiferentes à face do ataque inimigo contra a religião e a moral. Nós da Ação Católica devemos ser os primeiros a defender a sã fundação e a sagrada tradição Cristã de nossa terra." Assim, Gianna visitava os pobres e doentes em suas casas, com a companhia das participantes mais jovens da Ação Católica, a fim de trazer-lhes comida e remédios, assim como serviços básicos para manutenção das casas. O exemplo de oração e auto sacrifício de Gianna inspirava fortemente as jovens do grupo.
Para ajudar os outros a fazerem seu trabalho na Ação Católica, Gianna compartilhava seu próprio programa:
- Oração matinal e noturna, não deitados na cama, mas de joelhos;
- A Santa Missa;
- A Sagrada Eucaristia;
- Meditação, por pelo menos dez minutos;
- Visita ao Santíssimo Sacramento;
- O Rosário, porque através da Nossa Senhora chegamos ao Paraíso.

Gianna tinha a intenção de oferecer serviços ginecológicos à mulheres pobres no Brasil, juntando-se ao seu irmão Giuseppe, um padre missionário. Porém, isso não aconteceu, devido à saúde delicada de Gianna, o que traria sérios riscos. Assim, continuou seu serviço na sua terra.
Quando atendia seus pacientes, Gianna não prestava apenas um serviço comum. Ela os ouvia falar de suas dores e necessidades. Após a sua morte, foi descoberto que eles não saíam do consultório sem terem seus problemas resolvidos. Ela procurava emprego para alguns e doava remédios a outros.
Gianna sempre se sentiu amada e compreendida em sua vida. Ser criada em um ambiente religioso propiciado por sua família teve grande importância na sua força interior. Foi uma mulher dedicada a diversas atividades, como a seus esportes preferidos, que eram o esqui e o alpinismo. Ela também pintava e apreciava muito a música, especialmente concertos de ópera. Gostava de se vestir bem, mas isso não significava comprar roupas caras, e sim vestir-se elegantemente e de forma simples, como uma menina/mulher cristã em sua opinião. Na visão de Gianna, cada vida é um presente que vem diretamente de Deus. Ocorreram muitas ocasiões em que Gianna mostrou seu ponto de vista e fé na vida, encorajando outras pessoas a sempre priorizarem as vontades de Deus. Incentivava as pessoas a salvarem as vidas de seus filhos mesmo que estes pudessem nascer com problemas, e dava força às mulheres que engravidavam repentinamente e sentiam medo ou vergonha por isso, para que tivessem seus filhos com amor.
A filha salva pelo sacrifício da mãe, Gianna Emanuela Molla, disse: "Meu pai costumava me dizer que a escolha da minha mãe foi determinada a ela pela sua consciência, como mãe e como doutora, e que só pode ser compreendida na luz de sua grande fé, na sua forte crença no direito sagrado à vida, no heroísmo do amor materno e na confiança completa na Providência. Devo agradecer não somente a Deus e à minha santa Mãe pelo dom da vida, mas também ao meu pai, porque ele não se opôs à decisão de minha mãe, mas sim respeitou a escolha dela".

Gianna Emanuela cita, ainda, parte da conclusão do livro biográfico que seu pai escreveu sobre a vida de sua mãe. O livro foi dedicado aos filhos do casal, que ainda eram pequenos quando foi escrito. Na conclusão, Pietro Molla cita belas palavras sobre a fé e as ideias básicas de sua esposa a respeito da vida. Na opinião de Gianna Emanuela, podemos aceitar estas palavras como a mensagem de vida de sua mãe a cada um de nós:
"A fé e as ideias de sua mãe foram, sem dúvida, envoltas em coerência e clareza, vividas como o resultado de sua profunda formação Cristã. Elas podem ser descritas desta forma:"
"A vida é, por si só, o primeiro e insubstituível dom de Deus. Isso se deve ao fato de ela ser uma premissa necessária para que haja qualquer outro dom de Deus."
"A criatura humana é sagrada por conta da presença de Deus; Jesus está aí, e cada ação que realizamos é feita para Deus, para Jesus. O divino Julgamento Final ao fim de nossos dias terrenos será baseado nestas ações."

"O ser humano já é um ser completo desde a sua concepção e, desde esta concepção, possui o direito inalienável e completo de viver, e a mãe tem o dever de fazer com que este direito seja concretizado."

## Matrimônio

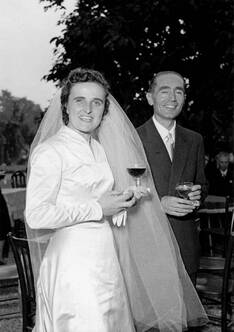
Gianna Beretta e seu esposo Pietro Molla

Gianna decidiu dedicar-se também a outra vocação, a do matrimônio. Seu desejo foi o de "formar uma família realmente cristã", em suas palavras. E assim o fez, juntamente com seu marido, o engenheiro Pietro Molla. Eles se conheceram em dezembro de 1954, noivaram em abril do ano seguinte e casaram-se em setembro, na basílica de São Martinho, em Magenta. Certa vez, Gianna escreveu para Pietro: "O amor é o mais lindo sentimento que Deus colocou na alma dos homens e das mulheres."
Em novembro de 1956, Gianna torna-se mãe de seu primeiro filho, Pierluigi. A segunda criança, Mariolina, nasce em dezembro de 1957. Laura, em julho de 1959. Por fim, nasce Gianna Emanuela, em abril de 1962.
Pietro Molla, seu esposo, disse: "Gianna era uma mulher esplêndida, mas absolutamente normal. Era bonita, inteligente. Gostava muito de sorrir. Era uma mulher moderna, elegante. Dirigia, amava a montanha e esquiava muito bem. Amava as flores e a música. Gostava muito de viajar. Uma mulher como tantas outras, mas com alguma coisa a mais: uma grande piedade e uma indiscutível confiança na Providência. Esta confiança ela nunca a abandonou, nem mesmo nos seus últimos meses de vida".
Gianna disse, também: "Sempre me ensinaram que o segredo da felicidade é viver cada momento, e agradecer ao Senhor por tudo que Ele, na sua bondade, concede dia após dia. Por isso, o coração no céu e vivamos felizes."

## A escolha pela vida

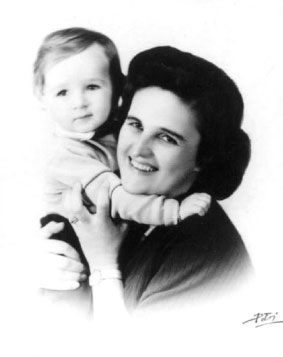
Gianna Beretta, cerca de 1962

Em setembro de 1960, Gianna depara-se com uma situação complicada. No final do segundo mês de gestação, enquanto esperava seu quarto bebê, Gianna recebe a notícia de que tem um fibroma no útero. Os médicos lhe dão três opções: um aborto, uma histerectomia ou a remoção do fibroma. Na primeira opção, Gianna se salvaria e poderia ter mais filhos, mas o bebê que estava esperando morreria. Na segunda opção, o útero seria removido, Gianna se recuperaria, mas novamente o bebê morreria. Gianna escolheu a terceira opção, pois esta salvaria o bebê, mesmo que trouxesse riscos à sua própria saúde.
Sua escolha teve forte embasamento. Ela seguiu sua fé, seus valores e sua consciência, de acordo com a Bíblia Sagrada e as leis naturais. A vida é um direito desde a concepção, e Gianna escolheu a terceira opção com profunda fé na Divina Providência.
Antes da cirurgia de remoção do fibroma, Gianna súplica aos médicos que salvem a vida presente em seu ventre. A cirurgia foi um sucesso, pelo qual Gianna agradece intensamente a Deus, ao mesmo tempo em que, durante os meses seguintes da gestação, pede a Deus que a criança nasça sem problemas.
Alguns dias antes do parto, Gianna avisa a seus familiares qual é o seu desejo: "Se tiverem que decidir entre a criança ou eu, não hesitem: escolham - e isto o exijo - a criança. Salvai-a."

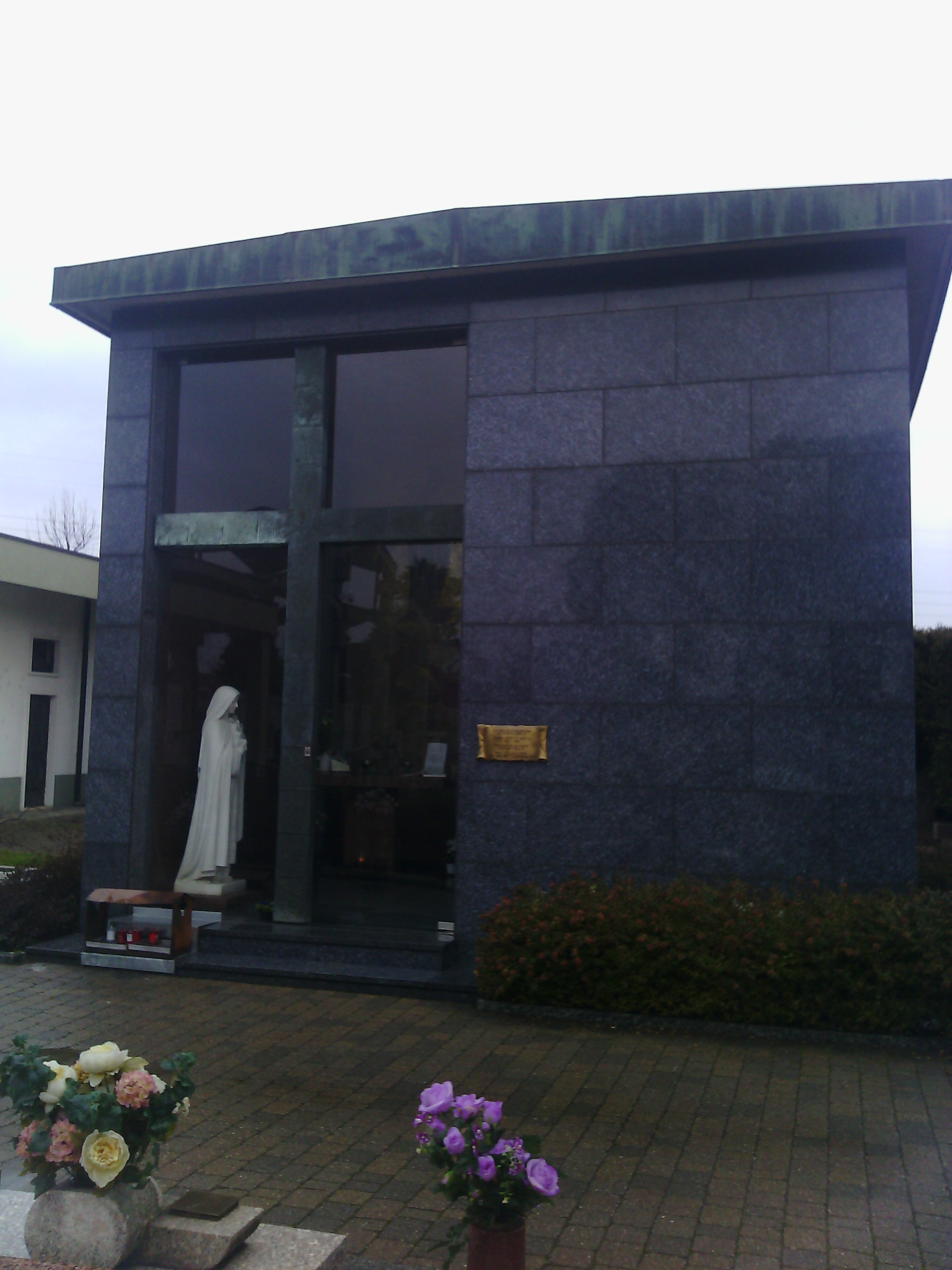
Túmulo onde repousa Santa Gianna e seus familiares em Mesero, Itália

Na manhã de 21 de abril de 1962, nasce saudavelmente Gianna Emanuela Molla. Os médicos tentaram diversos procedimentos para salvar ambas as vidas, mas uma semana depois, em 28 de abril, com fortes dores e depois de repetir a jaculatória "Jesus, eu te amo, eu te amo", Gianna Beretta Molla falece de peritonite séptica. Tinha 39 anos.
São Paulo VI disse que a atitude de Gianna foi imolação meditada (meditata immolazione). "Uma jovem mãe da Diocese de Milão que, para dar a vida à sua filha, sacrificava, com imolação meditada, a própria." Desta forma, existiu uma referência cristológica ao Calvário e à Eucaristia.

## O milagre da beatificação

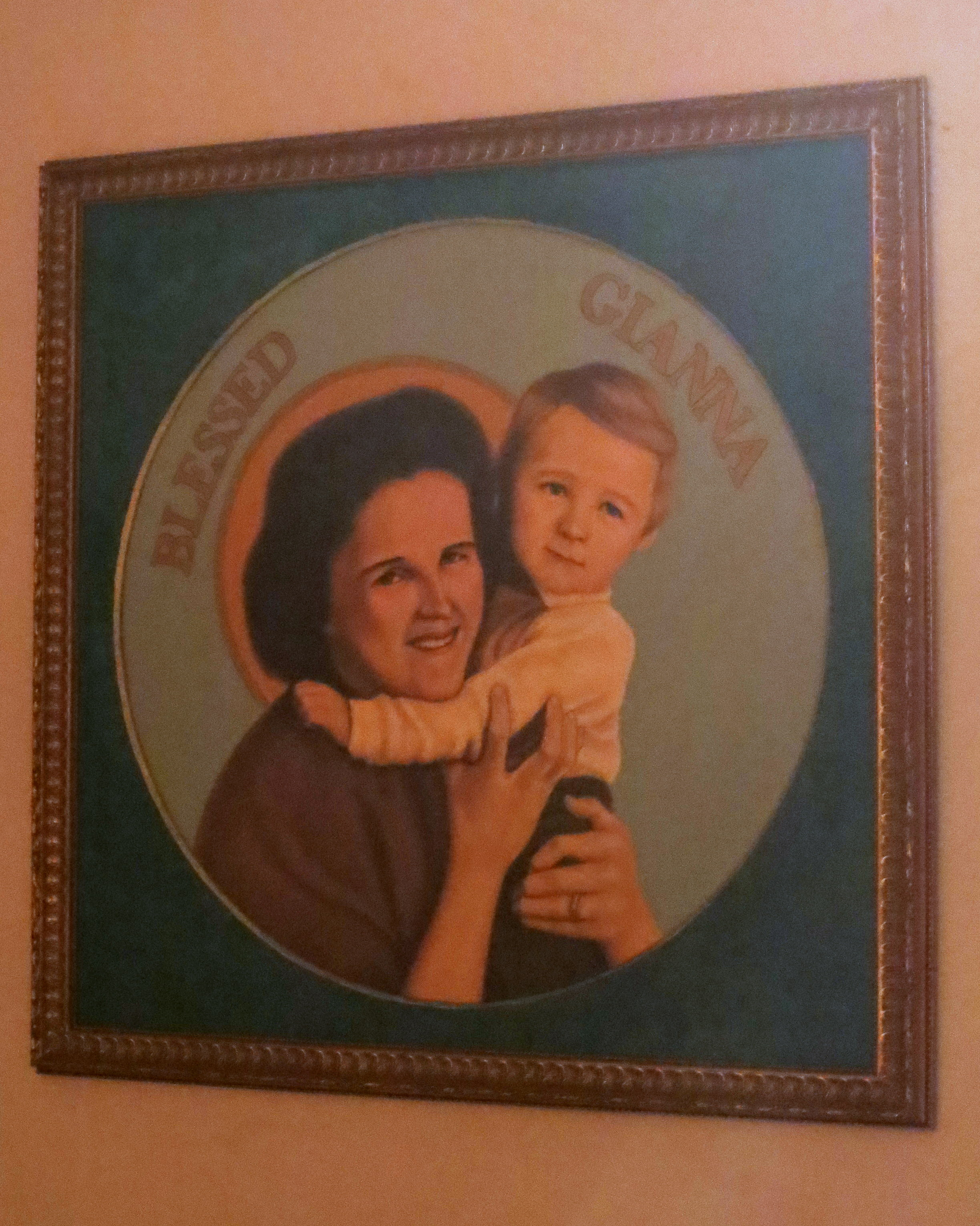
Pintura da Beata Gianna na Igreja de São Patrick em Columbus, Estados Unidos

O primeiro milagre oficial necessário para a causa de beatificação de Gianna ocorreu no Brasil, no hospital São Francisco de Assis, situado na cidade de Grajaú, no Maranhão. Seus irmãos Francesco, que era engenheiro, e Alberto, que era padre Capuchinho, ajudaram a fundar o hospital.
Em 22 de outubro de 1977, uma jovem protestante chamada Lúcia Silva Cirilo deu à luz um bebê natimorto através de cesariana. Era seu quarto filho. Ela deixou o hospital com saúde após nove dias, retornando à sua profissão de doméstica. Mas, alguns dias depois, ela passou a sentir dores nas regiões retal e vaginal. Quando a dor aumentou, seu irmão a levou urgentemente para o hospital São Francisco de Assis, a 9 de novembro. Os médicos a examinaram e encontraram uma complicação séria que causou uma fístula reto-vaginal, cuja cirurgia era impossível naquele hospital. O local mais próximo com condições de tentar realizá-la ficava em São Luís, a mais de 600 quilômetros de distância. Uma tentativa de transportar Lúcia nessas condições seria de extremo risco, pois sua situação piorava a cada hora.
Quando ouviu sobre a situação da paciente, a Irmã Bernardina de Manaus, que era enfermeira no hospital e freira Capuchinha, ficou extremamente preocupada. Ela começou a rezar para Santa Gianna pedindo por sua intercessão para que Lúcia ficasse curada e pudesse evitar a necessidade de viajar para outro hospital. Enquanto olhava para uma pequena figura de Gianna, ela pediu desta forma: "Você, que é irmã do padre Alberto, faça com que esta fístula seja curada e que esta mulher não precise viajar para São Luís."
Irmã Bernardina convidou outras duas enfermeiras a juntarem-se a ela nessa oração. De acordo com o testemunho de Lúcia, aproximadamente neste momento a dor foi amenizada e sumiu completamente. O cirurgião foi chamado, e ficou surpreso ao ver que a fístula havia sido curada e que não era mais necessária a viagem ao outro hospital.
Para juntar as evidências que pudessem provar o milagre, três sessões de análise foram feitas em Grajaú entre novembro de 1981 e outubro de 1987, reunindo o depoimento de todos os envolvidos no caso. Mais tarde, em 22 de maio de 1992 e sucedidos anos de investigação por parte de médicos e teólogos, a cura foi oficialmente reconhecida pelo Congresso Especial da Congregação para as Causas dos Santos, como um milagre de terceiro grau. Uma cura instantânea, completa e duradoura sem explicação científica.
Lúcia esteve presente na cerimônia de beatificação de Gianna celebrada por São João Paulo II em 24 de abril de 1994, assim como Pietro Molla (marido de Gianna), os irmãos e os filhos da nova beata.

## O milagre da canonização

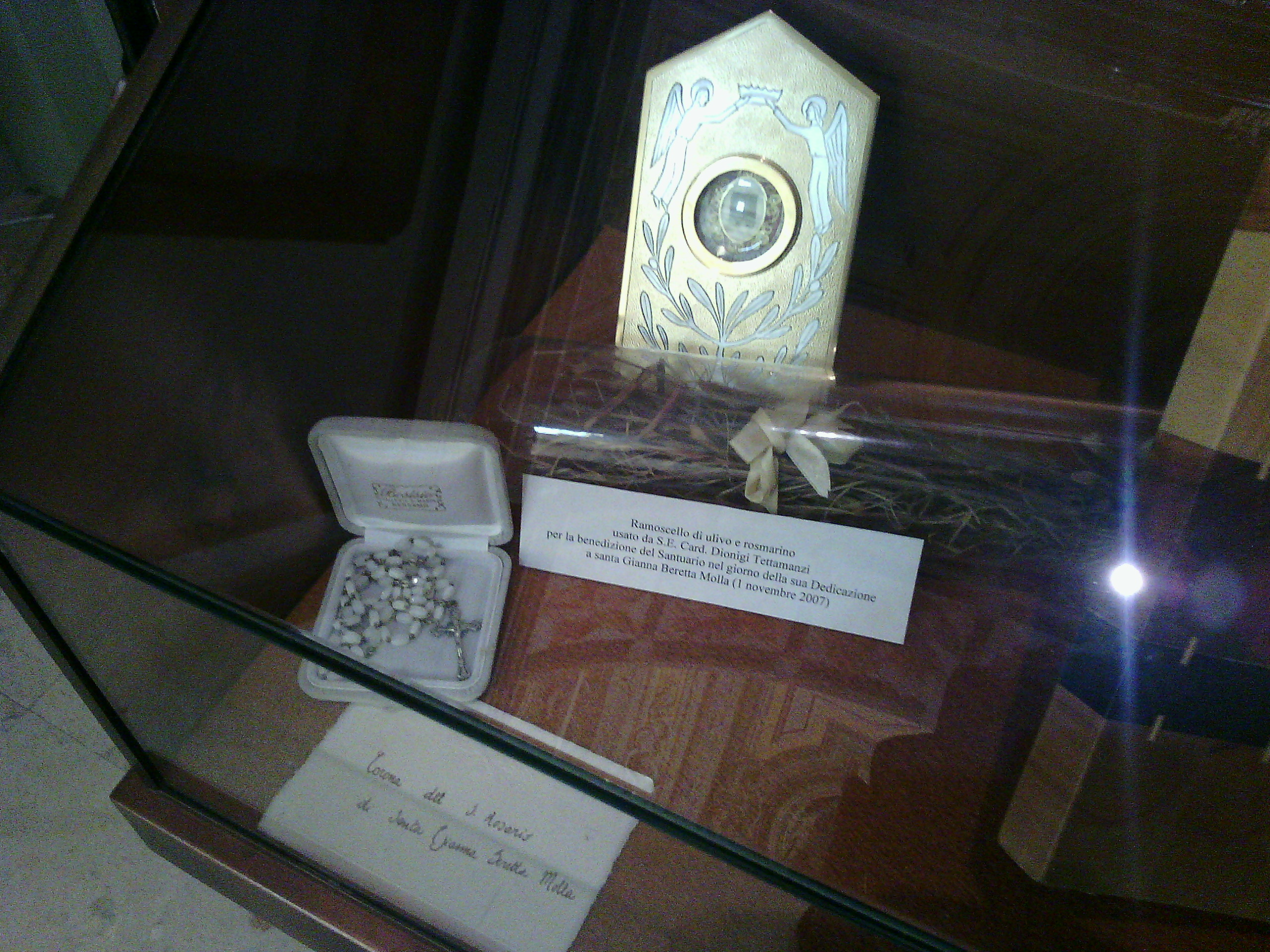
Objetos pessoais de Santa Gianna conservados em seu santuário, Mesero

Em novembro de 1999 uma brasileira de 35 anos chamada Elisabete Comparini Arcolino esperava seu quarto bebê. No primeiro mês de gestação ela teve uma séria hemorragia. A gestação continuou, mas exames em 30 de novembro mostraram que o saco gestacional, que abriga o bebê no início da gravidez, estava menor do que o normal. O médico tinha dúvidas de que a gravidez chegaria até o final. No dia 9 de dezembro um exame mostrou que o embrião tinha 1 centímetro de tamanho, mas formou-se também um grande trombo com o tamanho de 5.2 centímetros por 3,5 centímetros. Em 19 de dezembro os médicos viram que o coração do bebê continuava batendo, mas parte da placenta tinha se deteriorado. A doutora de Elisabete, Nadia Bicego Vieitez de Almeida, disse que provavelmente ocorreria um aborto espontâneo ou que o bebê teria de ser removido. Mesmo com estas evidências, o coração do bebê continuava batendo e a gravidez continuou.
Em 11 de fevereiro Elisabete não se sentia bem e retornou ao hospital. Exames mostraram que membranas haviam se rompido. A gravidez tinha 16 semanas e, mesmo com o bebê vivo, não havia líquido amniótico. Devido a isso, ambos bebês e mãe corriam perigo de infecção. A doutora Nadia recomendou um aborto. Em uma tentativa de salvar o bebê, Elisabete submeteu-se a um processo de hidratação com quatro litros de fluído intravenoso por dia para criar líquido amniótico, o que não deu certo.
Os médicos disseram que o bebê morreria. Recomendaram um aborto para evitar que Elisabete contraísse uma infecção, e deram-lhe um tempo para decidir. Elisabete já era católica praticante, e sentia que no seu coração um aborto não era uma opção. Quando os médicos voltaram, Elisabete estava chorando e seu marido, Carlos César, apoiando a sua vontade, disse aos médicos que eles queriam ver um padre. Ele chamou o padre da paróquia de São Sebastião, Ovídio José Alves de Andrade. A doutora Nadia deu-lhes mais quinze minutos e voltaria com os documentos necessários para autorizar o aborto.
Uma amiga de Elisabete chamada Isabel estava no quarto. Quando ouviu a conversa com a doutora, correu para a Capela do hospital e rezou para Nossa Senhora a fim de trazer clareza na decisão a ser tomada. Passado um tempo, Isabel levantou-se e surpreendeu-se ao ver o bispo da diocese, Diógenes Silva Matthes. Apressou-se em contar ao bispo o que estava acontecendo com Elisabete. O bispo Diógenes conhecia Elisabete e seu marido Carlos, pois tinha celebrado o seu casamento. Foram ao quarto de Elisabete. Após ouvir a história, o bispo disse: "Betinha, nós rezaremos e Deus nos ajudará." Pediu à doutora um pouco mais de tempo e deixou o quarto.
Logo após o bispo sair, o padre Ovídio voltou e começou a dar-lhe a Unção dos Enfermos. Enquanto isso, o bispo Diógenes retornou e trouxe consigo a biografia da Beata Gianna Beretta Molla. O bispo disse à Elisabete: "Faça o que a Beata Gianna fez, e, se necessário, dê sua vida pela criança. Eu estava rezando em casa e disse à Beata Gianna em oração, 'Chegou a oportunidade para que você seja canonizada. Interceda ao Senhor pela graça de um milagre e salve a vida desta pequena criança.'"
Elisabete sabia da história da Beata Gianna, de como ela morreu e do milagre ocorrido por sua intercessão que possibilitou sua beatificação. Na gestação de seu terceiro bebê, Elisabete decidiu que faria um parto normal, apesar de ter feito cesarianas nas gestações anteriores. O bispo Silva, na ocasião, deu-a um cartão da Beata Gianna e disse que rezasse para ela. Elisabete estava com muito medo, mas pediu ajuda à Gianna e teve um bebê saudável.
Devido à esta experiência de fé do passado e à inspiração da Beata Gianna e do bispo, Elisabete disse à doutora Nadia que manteria a gravidez enquanto o coração de seu bebê continuasse a bater. Vários médicos no hospital disseram que isso era loucura, porque o bebê já estava morrendo. Mais tarde, a doutora Nadia disse: "Não sei se foi por intuição, por falta de coragem ou se fui envolta pela fé sem limites de Elisabete, mas decidi esperar e ver o que aconteceria." Depois, Elisabete disse que, para ela, "o maior milagre de Jesus foi atingir o coração da doutora." Elisabete deixou o hospital e foi à casa da tia de Carlos, Janete Arcolino, que era enfermeira. A doutora emprestou a eles uma máquina de ultrassom para que monitorassem o coração do bebê. Mandou que checassem a temperatura e a pressão de Elisabete a cada seis horas. Continuaram com o processo de hidratação e começaram um tratamento com cortisona para prevenir problemas nos pulmões da criança.
O padre Ovídio disse que toda a comunidade pediu um milagre à Beata Gianna. A paróquia era bastante pró-vida. Uma comunidade de irmãs Carmelitas da área também passou a orar e pediram que vários conventos espalhados pelo Brasil rezassem por Elisabete. Mesmo assim, em vários momentos ela sentiu-se carente de fé, temendo muito pelos seus outros filhos caso ela e o bebê falecessem.
A doutora Nadia notou que qualquer formação de líquido amniótico durante toda a gravidez de Elisabete escorria assim que ela se levantava. Atingidas trinta e duas semanas de gravidez, quando o peso do bebê era de 1,8 quilogramas, decidiram fazer o parto por meio de uma cesariana. Em 31 de maio de 2000, Elisabete deu a luz à uma menina e a chamou de Gianna Maria, homenageando sua intercessora celestial. O bebê nasceu saudável, exceto por ter o pé esquerdo torcido, mas que foi corrigido com uma operação cirúrgica e terapia. A deformidade provavelmente aconteceu devido à compressão no útero.
Mesmo assim, Elisabete teve complicações. A placenta aderiu à parede uterina, causando hemorragia e perda de 75% do seu sangue. Houve falhas em seus rins, pulmões e um início de coma. Após várias transfusões de sangue e três dias na UTI, Elisabete recuperou-se.
A criança pôde ir para casa no dia 17 de junho pesando 1,96 quilogramas. Em julho de 2001, a doutora pediatra Maria Engracia Ribeiro examinou Gianna Maria e constatou uma saúde perfeita. Outro exame em 17 de janeiro de 2002 mostrou que não haviam problemas no seu desenvolvimento.
O caso do milagre foi estudado intensamente pela "Consulta Medica" da Congregação para as Causas dos Santos. Em 10 de abril de 2003 determinou-se que, apesar do prognóstico grave para o bebê e para a mãe devido à escassez total de líquido amniótico na 16ª semana de gestação e do fracasso no inadequado tratamento médico para a situação, o resultado positivo da gestação para mãe e filha era inexplicável em termos médicos. O decreto "super miraculo" foi promulgado pela Congregação na presença de São João Paulo II em 20 de dezembro de 2003. A canonização de Gianna foi celebrada em 16 de maio de 2004, e sua festa litúrgica é comemorada em 28 de abril, a data de sua morte.
A doutora Nadia disse: "Contradizendo toda a lógica e a ciência, esta gestação continuou sem infecção, sem parto prematuro e sem nenhuma anomalia fetal. A verdade é que Deus nos enviou Gianna, que é hoje o orgulho de todos nós."
Santa Gianna passou por uma situação difícil, deu a vida por sua filha, e a Divina Providência elevou-a com a Salvação Eterna. É muito bonito e surpreendente que os dois milagres ocorridos por sua intercessão aconteceram através de mulheres e bebês inocentes em seus ventres.
Nas palavras de Dom Serafino Spreafico, bispo emérito de Grajaú, "Santa Gianna formou-se como missionária e como tal viveu, ligada ao Brasil por vocação específica… Ela agradeceu ao Brasil por tal vocação obtendo de Deus os dois milagres oficiais para a Igreja."
Santa Gianna recebeu de São João Paulo II o título de "Mãe de Família". Na cerimônia estavam presentes o seu marido, Pietro Molla, suas filhas Gianna Emanuela e Laura, e o filho Pierluigi. Foi a primeira vez em que uma pessoa presenciou a canonização de seu cônjuge. Atualmente há vários grupos pró-vida que homenageiam a médica canonizada, inclusive no Brasil, entre os quais o movimento pró vida - GBM, capitaneado pelo líder católico de Rancho Queimado (SC), Sabino Werlich.